# I Want It That Way
I Want It That Way, skriven av Max Martin och Andreas Carlsson, är en poplåt som spelades in av pojkbandet Backstreet Boys och släpptes på singel den 27 april 1999, samt på gruppens studioalbum Millennium 1999. 
Låten blev en stor hit det året, och spelades ofta i radio och videon visades ofta i TV. Den släpptes senare på Backstreet Boys samlingsalbum The Hits: Chapter One 2001. Den nådde första platsen i över 25 länder, och gjorde den till en av tidernas mest framgångsrika pojkbandslåtar.
I Dansbandskampen 2008 framfördes låten av Jannez. Låten förekommer också i det populära TV-spelet Grand Theft Auto V. 
Standard
1. "I Want It That Way"
2. "My Heart Stays With You"
3. "I'll Be There for You"

The Remixes - limited edition
1. I Want It That Way (Album Version)
2. I Want It That Way (David Morales Club Version)
3. I Want It That Way (The Wunder Dub)
4. I Want It That Way (Jazzy Jim Vocal Mix)

Remixes double vinyl
1. I Want It That Way (Morales Club Vocal) - 7:21
2. I Want It That Way (Original LP Version) - 3:32
3. I Want It That Way (The Wunder Dub) - 6:50
4. I Want It That Way (Def Drums Mix) - 7:49
5. I Want It That Way (Def Rascals Mix) - 9:19
6. I Want It That Way (After Hours Mix) - 7:51
7. I Want It That Way (Jazzy Jim Vocal Mix) - 3:42

## Listplaceringar
| Lista                              | Topplaceringar |
| ---------------------------------- | -------------- |
| Australiska singellistan           | 2              |
| Österrikiska singellistan          | 1              |
| Belgiska singellistan för Flandern | 4              |
| Belgiska singellistan för Vallnien | 7              |
| Kanadensiska singellistan          | 1              |
| Chilenska 100-singellistan         | 1              |
| Finländska singellistan            | 4              |
| Franska singellistan               | 10             |
| Tyska singellistan                 | 1              |
| Indonesiska singellistan           | 1              |
| Israeliska singellistan            | 1              |
| Italienska singellistan            | 1              |
| Lettiska speltidstoppen            | 1              |
| Malaysiska singellistan            | 1              |
| Nyzeeländska RIANZ-singellistan    | 1              |
| Singaporianska Singles Chart       | 1              |
| Spanska singellistan               | 1              |
| Svenska singellistan               | 2              |
| Schweiziska singellistan           | 1              |
| Brittiska singellistan             | 1              |
| US Billboard Adult Contemporary    | 1              |
| US Billboard Top 40 Mainstream     | 1              |
| US Billboard Hot 100               | 6              |
| Förenade världslistan              | 1              |

### Fotnoter
1. ↑  ”Jannez hade svårt att hålla tårarna tillbaka”. Expressen. 22 november 2008. http://www.expressen.se/noje/jannez-hade-svart-att-halla-tararna-tillbaka/. Läst 23 november 2014.